# Mangrovenotter
Die Mangrovenotter (Trimeresurus purpureomaculatus, Syn.: Cryptelytrops purpureomaculatus Malhotra & Thorpe, 2004) ist eine giftige Schlangenart aus der Unterfamilie der Grubenottern (Crotalinae). 

## Verbreitungsgebiet
Das Verbreitungsgebiet der Mangrovenotter reicht von Myanmar über Thailand, die Malaiische Halbinsel und Singapur bis zur indonesischen Insel Sumatra. Außerdem kommt sie auf den zu Indien gehörenden Inselgruppen Andamanen und Nikobaren im Golf von Bengalen vor.

## Merkmale
Weibliche Mangrovenottern können eine Gesamtlänge von knapp über einen Meter erreichen, Männchen bleiben mit einer Maximallänge von ca. 80 cm kleiner. Die stark gekielten Schuppen auf dem Rücken sind in 23, 25, 27 oder (selten) 29 Reihen angeordnet. Die Anzahl der Bauchschuppen beträgt 152 bis 183, die Anzahl der immer geteilten Subcaudalia liegt bei 54 bis 79. Die Analschuppe ist ungeteilt. Vor dem Auge findet sich drei Präoculare, dahinter zwei bis drei kleine Postocularia. Über dem Auge liegen 11 bis 13 Supraocularia, darunter ein Suboculare. Die Anzahl der Oberlippenschilde (Supralabialia) liegt bei neun bis elf, wobei das erste mit dem Nasenschild verbunden ist, das zweite an das Grubenorgan grenzt und das dritte am größten ist. Keines der Oberlippenschilde berührt das Auge. Die Anzahl der Unterlippenschilde (Infralabialia) liegt bei 11 bis 13.
Die Schlange ist variabel gefärbt und auf der Rückenseite normalerweise, rötlich-, mittel-, grau- oder schwarzbraun, manchmal auch fliederfarben, lila oder dunkelrot. Dabei kann sie einfarbig sein oder Rücken und Körperseiten sind mit Flecken versehen, die in den meisten Fällen grünlich oder grüngelb sind. Der Bauch ist grünlich bis gelblich weiß oder graubraun bis braun und kann dunkle Ränder oder dunkle Punkte aufweisen. Am Übergang von Bauchseite zu den Körperseiten kann ein schmaler, weißer Längsstreifen liegen, aber auch fehlen. Jungtiere sind meist grünlich gelb und zeigen ein unregelmäßiges rotbraunes Fleckenmuster.

## Lebensweise
Die Mangrovenotter lebt küstennah in Mangrovenwälder und anderen dicht mit Vegetation bestandenen Regionen. Sie gilt als aggressiv und beißt schnell und ohne Vorwarnung.
Sie ist lebendgebärend und ein Weibchen gebiert 7 bis 15 Jungschlangen, die dann eine Länge von etwa 24 cm haben.

## Schlangengift
Das Giftsekret der Mangrovenotter enthält hämorrhagisch wirksame Substanzen (Metalloproteasen) sowie vermutlich Toxine mit Einfluss auf die Hämostase. Ein Biss führt zu Schwellungen, die tagelang anhalten und sehr schmerzhaft sind. Lokal können Blasenbildung und Nekrose auftreten. Systemische Komplikationen können Koagulopathie und Blutungen sein. Todesfälle sind trotz der weiten Verbreitung selten. Starke Intoxikationen durch Giftbisse beim Menschen können mit polyvalenten Antiveninen (z. B. 'Polyvalent Anti Snake Venom Serum' des Herstellers Central Research Institute, Indien) therapiert werden.